# کریستوفر فرانک
کریستوفر فرانک (انگلیسی: Christopher Franke؛ زادهٔ ۶ آوریل ۱۹۵۳) یک موسیقی‌دان اهل آلمان است.

## گزیدهٔ فیلم‌شناسی
- خیابان سبز (۲۰۰۵)
- برکلی (۲۰۰۵)
- مردانگی (۲۰۰۳)
- سولو (۱۹۹۶)
- آمرزش‌خوانی (۱۹۹۵)
- سفر به مرکز زمین (۱۹۹۳)
- سرباز جهانی (۱۹۹۲)